# Богољуб Илић
Богољуб Илић (Пожаревац, 22. фебруар 1881 — Београд, 23. април 1956) био је високи официр српске војске и армијски генерал југословенске војске. Након Војног пуча 27. марта 1941. године, постављен за министра војске и морнарице и ту дужност је обављао током боравка Југословенске владе у егзилу све до његовог пензионисање током Каирске афере 1942. године.

## Биографија
Рођен је 22. фебруара 1881. године у Пожаревцу, од оца Станка, трговца и мајке Јулијане. Имао је три брата: Данила (фармацеут), Борислава (фармацеут) и Бранислава (лекар) и девет сестара. У војску је ступио 1898, као питомац 31. класе ниже школе Војне Академије. Даље школовање је наставио као питомац 13. класе више школе Војне академије. По окончању школовања био је на студијском усавршавању у Немачкој од 1907. године.
Два пута се женио. Први пут био је ожењен Љубицом, кћерком Клаудија Приклмајера апотекара из Ваљева. Прва жена му је умрла 1914. године. У првом браку имао је кћерку Милицу која је умрла 1932. године. Од 1927. године био је ожењен Велинком кћерком Лазара Михајловића велепоседника и кафеџије из Бајше.

## Активна служба
По завршетку школовања, првим распоредом одређен је 1900. за водника батерије Дринског артиљеријског пука. 25. марта 1903. постао је водник 2. батерије брдског артиљеријског пука. По окончању ове дужности постао је 10. октобра 1905. водник 3. дивизиона Шумадијског артиљеријског пука а 10. октобра следеће године водник у Артиљеријској подофицирској школи. Од 1907. године био је командир 8. батерије Дринског артиљеријског пука. Током 1912. до почетка Првог балканског рата био је приправник за генералштабну струку. У Балканским ратовима 1912—1913. године постављен за команданта железничке станице у Лебану за време мобилизације и концентрације снага. У Другом балканском рату био је ордонанс у Штабу 3. армије затим у Штабу приморског одреда у Албанији и на крају рата био је поново у Штабу 3. армије. Од 28. јуна 1914. до почетка Првог светског рата био је заступник начелника штаба Косовске дивизијске области. У Првом светском рату 1914—1918. постављен је 28. јула 1914. године за начелника Штаба Крајинског одреда. Године 1916. постао је начелник Штаба Дринске дивизије па на начелник Штаба Вардарске (касније Југословенске) дивизије.
По окончању рата од фебруара 1919. године постављен је за начелника Штаба Зетске дивизијске области. 4. маја 1920. именован начелником Ђенералштаба Потиске дивизијске области да би већ 15. марта 1921. године био постављен за помоћника начелника Штаба 2. армијске области. На овом положају задржао се кратко јер је већ 24. новембра 1921. године именован за помоћника начелника Штаба 3. армијске области и командант 21. пешадијског пука. На овом положају је остао до 17. септембра 1923. када је постављен за вршиоца дужности Начелника Ђенералштаба 1. армијске области да би од 1924. био и начелник. У том периоду био је на усавршавању шест месеци у Чехословачкој. Од 29. октобра 1924. био је на дужности у Оперативном одељењу Главног генералштаба. Указом од 4. априла 1925. године назначен је за вршиоца дужности начелника Штаба 5. армијске области а од јануара 1926. постао је и начелник. 11. априла 1929. године именован је за вршиоца дужности команданта 1. коњичког дивизиона. 16. септембра 1930. указом постављен за команданта Зетске дивизијске области, да бих већ 15. децембра 1930. новим указом био постављен за вршиоца дужности команданта Дунавске дивизијске области. Од 23. новембра 1932. године био је командант Бока которске. 11. маја 1933. постаје други помоћник начелника Главног генералштаба а од 6. септембра 1936. и вршилац дужности па командант 2. армијске области. 29. јануара 1940. постао је помоћник Врховног инспектора војне силе кнеза Павла. Већ 13. октобра 1940. изашао је указ по коме се генерал Илић именује за команданта 5. армијске области што је он одбио. Убрзо је стављен на располагање 20. новембра 1940. године а 6. децембра 1940. је пензионисан.
27. марта 1941. по извршењу пуча од стране официра предвођених армијским генералом Душаном Симовићем и бригадним генералом Боривојем Мирковићем, позван је у нову владу да преузме ресор Министра војске и морнарице од армијског генерала Петра Пешића који је пензионисан. Ову дужност је прихватио. По избијању Априлског рата заједно са владом и краљем је емигрирао. Функцију министра војске, ваздухопловства и морнарице обављао је у Јерусалиму и Каиру, када је формирана Југословенска војска ван отаџбине.

### У избеглиштву
Између две групе пучистичких официра појавиле су се размирице. Прва група су били старији официр предвођени генералима Симовићем, Мирковићем и Илићем који су држали мало командних места које су Југословени задржали у емиграцији, док су друга група предвођена мајором Живаном Кнежевићем били млађи официри у Лондону и Каиру који су с првом групом учествовали у пучу од 27. марта. Млађи официри су били незадовољни јер им учествовање у пучу није донело више чинове или већи утицај при доношењу владиних одлука. Живанов брат Радоје Кнежевић је био министар двора, чији је положај због младости и неискуства Петра II био врло утицајан. Тако су млађи официри утицали да краљ Петар у свом обраћању из децембра 1941. све заслуге за извођење пуча припише млађим и средњим официрима југословенске војске, чиме су негиране сваке Мирковићеве и Симовићеве заслуге. После Симовићеве смене и постављања Слободана Јовановића за председника избегличке владе, утицај Лиге мајора се увећао. Лига мајора је имала циљ да се реши старијих официра и осигурају поделу власти након завршетка рата са Драгољубом Михаиловићем, па је због тога морала да се реши старијих официра. Симовић, Илић и Мирковић су имали подршку већине официра у емиграцији који су носили пуковнички чин, подршку скоро свих ваздухопловних официра и многих официра нижег чина. Одмах по Јовановићем постављању, генерал Илић је 15. јануара 1942. године смењен са места начелника Врховне команде и стављен на располагање, док је Мирковићева функција укинута. За вршиоца дужности начелника Врховне команде је постављен потпуковник Миодраг Лозић, члан Лиге мајора, иако су се у емиграцији налазила још четири генерала и осам пуковника. Илић и Мирковић су одбили да прихвате своју смену и за помоћ су се обратили краљици Марији. Влада је стога пензионисала Илића по други пут 11. фебруара 1942. године. До краја Другог светског рата провео у Лондону када се на интервенцију армијског генерала Душана Симовића вратио у Југославију. Услов да се врати био је да му се млађи брат ослободи из затвора што је учињено. Преминуо је 23. априла 1956. године.

## Официрско напредовање и одликовања
Унапређен је у чин: капетана прве класе 1908; мајора 1913; потпуковника 1915; пуковника 14. октобра 1920; бригадног генерала 1. децембра 1925; дивизијског генерала 6. септембра 1930; и армијског генерала 6. септембра 1937.
Одликован је Орденом Карађорђеве звезде IV степена, Орденом Југословенске круне II и III степена и многим другим.